# Lăzăreni
Lăzăreni é uma comuna romena localizada no distrito de Bihor, na região histórica da Crișana (parte da Transilvânia). A comuna possui uma área de 80.05 km² e sua população era de 2955 habitantes segundo o censo de 2007.